# She Hangs Brightly
She Hangs Brightly è il primo album dei Mazzy Star, pubblicato nel 1990 dalla Rough Trade Records (successivamente, sempre nel 1990, dalla Capitol Records).

## Tracce
Tutte le tracce sono state scritte e composte da Hope Sandoval e David Roback, eccetto dove indicato.
1. Halah – 3:16
2. Blue Flower – 3:35 (Peter Blegvad, Anthony Moore)
3. Ride It On – 3:01
4. She Hangs Brightly – 6:24
5. I'm Sailin' – 3:13 (Minnie McCoy)
6. Give You My Lovin' – 3:50 (Sylvia Gomez)
7. Be My Angel – 3:17
8. Taste Of Blood – 5:36
9. Ghost Highway – 3:28 (David Roback)
10. Free – 3:11
11. Before I Sleep – 2:10

## Formazione
Musicisti
- Peter Blegvad
- William Cooper
- Keith Mitchell
- Antony Moore
- Paul Olguin
- David Roback
- Hope Sandoval

Produzione
- Davide Roback

Design
- Marlene Rosenberg
- Mazzy Star